# Garganta de las Lanchas
La Garganta de las Lanchas es un espacio natural español ubicado en la provincia de Toledo. Cuenta con el estatus de microrreserva según la Ley de Conservación de la Naturaleza de Castilla-La Mancha y por el decreto 71/2003 de 6 de mayo de esta misma comunidad autónoma.

## Ubicación
Se encuentra al sur de la provincia, en los Montes de Toledo. Pertenece al municipio de Robledo del Mazo en la comarca de La Jara. Cuenta con 436 ha.

## Flora
Se ha constituido en "microrreserva natural" por las autoridades castellanomanchegas para proteger su patrimonio natural, en especial su flora amenazada. Las condiciones especiales del clima de esta zona (precipitaciones entre los 800 y los 1000 L/m² y temperaturas más suaves que las de los alrededores) han permitido conservar especies y formaciones vegetales más propias de climas oceánicos e, incluso, subtropicales. Estas constituyen los últimos restos de unas formaciones vegetales desarrolladas en condiciones climáticas que ya no se dan en el territorio, y son calificadas de auténticas reliquias de los bosques de laurisilva que poblaron la península hace 300 millones de años.
Destacan dentro de estas reliquias las loreras (Prunus lusitanica), especie vegetal propia del periodo terciario, con unos 150 ejemplares catalogados.
Además, en el fondo de la garganta, existe un bosque mixto formado por fresnos, abedules, acebos, madroños, arraclanes, mostajos, robles, quejigos, sauces, arces y majuelos.